# 平林泰三
平林 泰三（ひらばやし たいぞう、1975年4月24日 - ）は、宮崎県出身の元ラグビー選手・レフリー（審判員）・トップコーチ(プロヘッドコーチ)。アジア人初のフルタイムラグビーレフリーとして従事していた。2003年に、日本ラグビー史上初のプロレフリー(兼プロテクニカルコーチ)として日本IBMと契約。選手時代のポジションはスクラムハーフ。

## 経歴
5歳の時、宮崎県高鍋高校ラグビー部出身の父の影響で宮崎少年ラグビースクールでラグビーを始め、宮崎大宮高校から宮崎産業経営大学に進学。19歳で宮崎県協会C級、21歳で九州協会B級、クイーンズランド州公認審判員資格も取得。
卒業後の1996年から3シーズン、オーストラリアのクイーンズランドに渡豪。クイーンズランド・プレミアシップのGPSクラブでプレーし、ベン・チューン、ダニエル・ハーバート、マット・コーベインらオーストラリア代表選手とともに7人制クイーンズランド州選抜メンバーにも選ばれ国際大会にも出場した。
7人制クイーンズランド州選抜チーム(ポトルーズ)では、複数のワラビーズ代表選手と共にNSWで開催された国内大会優勝、ダーウィン国際大会優勝、シンガポール国際大会ベスト8、バンコク国際大会優勝/準優勝し、2000年に現役を引退した。
GPSクラブまたはポトルーズ出身で日本でプレーした選手は、ダニエル・ヒーナン、ラディケ・サモ、ティム・アトキンソン、トム・マグベリー、エリア・トゥキリ、ピーター・ヒューワット、ウィル・ゲニア、サム・ケレビ、マット・コーベイン　
1999年に帰国し、関東協会に所属。2005年には当時最年少の28歳で日本協会公認A1級審判員となる。また、同年に株式会社フォーシーズと所属契約し、日本初のフルタイムレフリー宣言を行う。2006年よりA級に当時最年少で昇格。
2005年にU19ワールドカップ南アフリカ大会に参加、2006年にU21ワールドカップフランス大会で３位決定戦にてレフリーを務め、その後ワールドラグビーのパネルレフリー入りを果たす。アジア人としては初めて世界のトップ15人レフリーパネルに入り、その後には誰も続いて入っていない。
2007年には北半球最高峰のシックスネイションズで日本人初のアシスタントレフリーを務める。
2009年には、南半球伝統の対抗戦ブレディスローカップでアシスタントレフリーを務める。
2006年から2014年シーズンまでワールドセブンズシリーズに参戦。4度のメジャー大会にてカップ決勝のレフリーを務める。
2007年、レフリーとして史上初めて日本ラグビーフットボール協会と契約を結ぶ。また、レフリー業務と平行して2015年までラグビー日本代表バックルームスタッフとしてレフリールール対策、ゲーム分析、規律の文化作り等のプログラム提供の担当業務に従事する。
2017年4月、日本フットサルリーグ（Fリーグ）に所属するバルドラール浦安のコーチングコーディネーターに就任。同年7月に日本ラグビー協会との契約終了に伴い、日本協会公認レフリーから外れることとなった。
現在はコーチングプログラム開発や各国でのラグビー、並びに他スポーツ普及のための活動に携わっている。
日立製作所ラグビーチーム・日立サンネクサス茨城ヘッドコーチの他、トップ社会人チームや大学や高校での優勝コーチ実績がある事はあまり知られておらず、江戸川大学女子バスケットチームやイギリストライアスロン代表、サッカー日本代表の伊藤洋輝(ドイツバイエルン所属)等のパーソナルコーチも務める。
2016年より宮崎県と業務委託関係にあり、宮崎県内における国際レベルの様々なスポーツ代表チームのキャンプ誘致やプロチームのキャンプ環境整備を推進する「スポーツランドみやざき推進アンバサダー」としてスポーツ産業化事業を提案し成功している。有名なところでは、ラグビー日本代表、ラグビーイングランド代表、イギリストライアスロン代表、ノルウェートライアスロン代表、トライアスロン日本代表などをフェニックスリゾートシーガイアと連携する仕組みを作り日本屈指のスポーツリゾートに創り上げた事が海外からも高い評価を受けている。
2019年宮崎市木崎浜ビーチにワールドサーフィンゲームスを誘致し、サーフィンの宮崎のイメージを格段に良いものにし世界へ強烈なPRを仕掛けた。
2019年より宮崎ライフセービングクラブ顧問、青島渚の交番プロジェクトアドバイザー、行政認可総合型地域スポーツクラブ青島サーフクラブ代表として、青島・内海地区のマリンスポーツ強化に従事している。
陸上自衛隊レンジャー部隊との親交が強く、長期に渡り外部支援として訪問や講和を通じて活動が認められ、自衛隊より感謝状を受ける。
ニューズウィーク日本版にて「世界が尊敬する日本人100人」に選出された。